# Canal Dessel-Kwaadmechelen
Le Canal Dessel-Kwaadmechelen est un canal de 15,7 km de long qui relie Dessel au Canal Albert au niveau de Kwaadmechelen. D’un gabarit de 2 000 tonnes, il ne possède pas d’écluse et a un virage près de la jonction avec le Canal Albert. À Dessel, il est relié également au Canal Bocholt-Herentals et au Canal Dessel-Turnhout-Schoten.